# Heinz Löwe
Heinz Löwe (* 21. Mai 1913 in Spandau; † 7. Oktober 1991 in Tübingen) war ein deutscher Historiker.

Heinz Löwe legte 1931 das Abitur ab und studierte von 1931 bis 1937 an den Universitäten Berlin und München Geschichte, Französisch und Englisch. Löwe wurde 1937 mit einer Arbeit über Die karolingische Reichsgründung und der Südosten promoviert, deren Betreuung nach Erich Caspars frühen Tod Robert Holtzmann übernommen hatte. Zum 1. Mai 1937 trat Löwe der NSDAP bei (Mitgliedsnummer 4.577.873). Von 1938 bis 1939 war er wissenschaftlicher Mitarbeiter der Gesellschaft für Rheinische Geschichtskunde. Der Zweite Weltkrieg brachte eine Unterbrechung der wissenschaftlichen Tätigkeit. Über seine Entnazifizierung ist nichts bekannt.
Im Jahr 1947 erfolgte in Köln die Habilitation. Nach dem Tod Wilhelm Levisons wurde ihm beim „Wattenbach“, einem Nachschlagewerk über historiographische Quellen, benannt nach dem Historiker Wilhelm Wattenbach, die Bearbeitung der von Levison übernommenen Abschnitte „Vorzeit“ und „Karolinger“ übertragen. Die Arbeit am „Wattenbach“ beschäftigte ihn ein Leben lang. 1990 wurde die maßgebliche Quellenkunde für die Karolingerzeit mit Heft VI abgeschlossen. Von 1952 bis 1953 war er Inhaber einer Diätendozentur an der Universität zu Köln. 1953 erhielt Löwe an der Universität Erlangen eine Professur. 1961 folgte er dem Ruf auf den traditionsreichen Lehrstuhl Johannes Hallers an der Universität Tübingen. In Tübingen lehrte er bis 1978 als Professor für Mittlere und Neuere Geschichte. Zu seinen bedeutendsten Schülern gehörte unter anderem Tilman Struve. Löwe war seit 1962 Mitglied der Zentraldirektion der Monumenta Germaniae Historica. Er galt als ausgewiesener Kenner des fränkischen Rechts und des frühmittelalterlichen Reiches. Er erlag im Oktober 1991 einem Herzinfarkt.

## Schriften (Auswahl)
Monografien
- Deutschland im fränkischen Reich. (= Handbuch der deutschen Geschichte. Band 2), Deutscher Taschenbuch-Verlag, München 1999, ISBN 3-423-59040-8.
- Religiosität und Bildung im frühen Mittelalter. Ausgewählte Aufsätze. Böhlau, Weimar 1994, ISBN 3-7400-0920-9.
- (Bearb.): Deutschlands Geschichtsquellen im Mittelalter / Wattenbach-Levison. Heft VI: Die Karolinger vom Vertrag von Verdun bis zum Herrschaftsantritt der Herrscher aus dem sächsischen Hause. Das ostfränkische Reich. Hermann Böhlaus Nachfolger, Weimar 1990, ISBN 3-7400-0100-3.
- Von Cassiodor zu Dante. Ausgewählte Aufsätze zur Geschichtsschreibung und politischen Ideenwelt des Mittelalters. de Gruyter, Berlin u. a. 1973, ISBN 3-11-003739-4.
- Von Theoderich dem Großen zu Karl dem Großen. Das Werden des Abendlandes im Geschichtsbild des frühen Mittelalters. Wissenschaftliche Buchgesellschaft, Darmstadt 1958 (Sonderausgabe, unveränderter fotomechanischer Nachdruck der Ausgabe von 1956).
- Ein literarischer Widersacher des Bonifatius. Virgil von Salzburg und die Kosmographie des Aethicus Ister (= Abhandlungen der Akademie der Wissenschaften und der Literatur. Geistes- und sozialwissenschaftliche Klasse. Jahrgang 1951, Band 11). Steiner, Wiesbaden 1952.
- Die karolingische Reichsgründung und der Südosten. Studien zum Werden des Deutschtums und seiner Auseinandersetzung mit Rom (= Forschungen zur Kirchen- und Geistesgeschichte. Band 13). Kohlhammer, Stuttgart 1937.

Herausgeberschaften
- Die Iren und Europa im früheren Mittelalter. Klett-Cotta, Stuttgart 1982, ISBN 3-12-915470-1.
- Geschichte und Zukunft. 5 Vorträge. Im Auftrag des Fachbereichs Geschichte der Universität Tübingen, Duncker & Humblot, Berlin 1978.